# William Stewart Halsted
William Stewart Halsted, M.D. (Nova Iorque, 23 de setembro de 1852 – Johns Hopkins Hospital, 7 de setembro de 1922), foi um cirurgião estadunidense, que enfatizou a técnica asséptica estrita durante procedimentos cirúrgicos, sendo um dos primeiros defensores dos recém-descobertos anestésicos e introduziu várias novas operações, incluindo a mastectomia radical para câncer da mama. Juntamente com William Osler (professor de medicina), Howard Atwood Kelly (professor de ginecologia) e William Henry Welch (professor de patologia), Halsted foi um dos "quatro grandes" professores fundadores do Johns Hopkins Hospital. Sua sala de operações no Johns Hopkins Hospital fica em Ward G e foi descrita como uma pequena sala onde ocorreram descobertas e milagres médicos. De acordo com um estagiário que trabalhou na sala de cirurgia com ele, Halsted tinha técnicas únicas, operava os pacientes com grande confiança e muitas vezes obtinha resultados perfeitos que surpreenderam os estagiários. Mais tarde foi chamado de "pai da cirurgia moderna".
Ao longo de sua vida profissional foi viciado em cocaína e, posteriormente, também em morfina, que não eram ilegais durante seu tempo. Conforme revelado pelo diário de William Osler, Halsted desenvolveu um alto nível de tolerância a medicamentos com  morfina. Ele "nunca foi capaz de reduzir a quantidade para menos de três grãos por dia" (aproximadamente 200 mg). Os vícios de Halsted resultaram de experimentos sobre o uso da cocaína como um agente anestésico que ele executou em si mesmo.

## Vida e formação

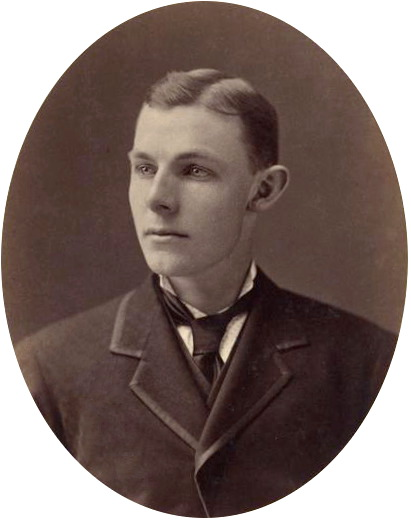
Halsted em 1874

William S. Halsted nasceu em 23 de setembro de 1852 na cidade de Nova York. Filho de Mary Louisa Haines e William Mills Halsted, Jr. Foi o mais velho de quatro filhos. Seu pai era um empresário da Halsted, Haines and Company, uma organização que fornecia produtos secos. William Halsted, Jr. era muito envolvido na comunidade. A família de William S. Halsted era de origem inglesa e era muito rica, com duas casas no estado de Nova Iorque. Uma de suas casas ficava na Quinta Avenida, em Nova Iorque, e a outra era uma propriedade no Condado de Westchester, Nova Iorque. Embora tenha sido presbiteriano, Halsted foi agnóstico na idade adulta. Halsted foi educado em casa por tutores até 1862, quando foi enviado para o internato em Monson, Massachusetts, aos dez anos de idade. Ele não gostou de sua nova escola e até fugiu em uma ocasião. Mais tarde matriculou-se na Phillips Academy em Andover, Massachusetts, onde se formou em 1869. Halsted ingressou no Yale College, Universidade Yale, após um ano estudando em casa. Em Yale foi o capitão do time de futebol, jogava beisebol e remava no time da equipe, mas suas realizações acadêmicas estavam abaixo da média. Um de seus contratempos sociais ocorreu em seu último ano, quando não foi aceito na prestigiada Sociedade Secreta Caveira e Ossos. No final de seu último ano em Yale, um novo interesse pela medicina parecia surgir. Halsted participou de palestras médicas na Yale School of Medicine e estudou livros sobre assuntos de anatomia e fisiologia.

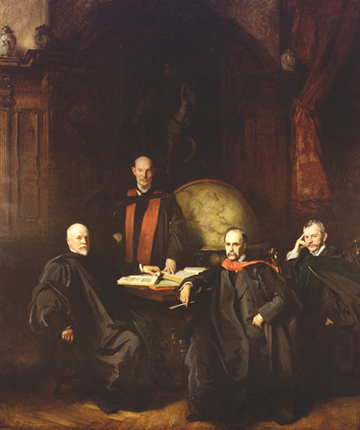
Os quatro médicos: Osler, Halsted, Welch e Kelly

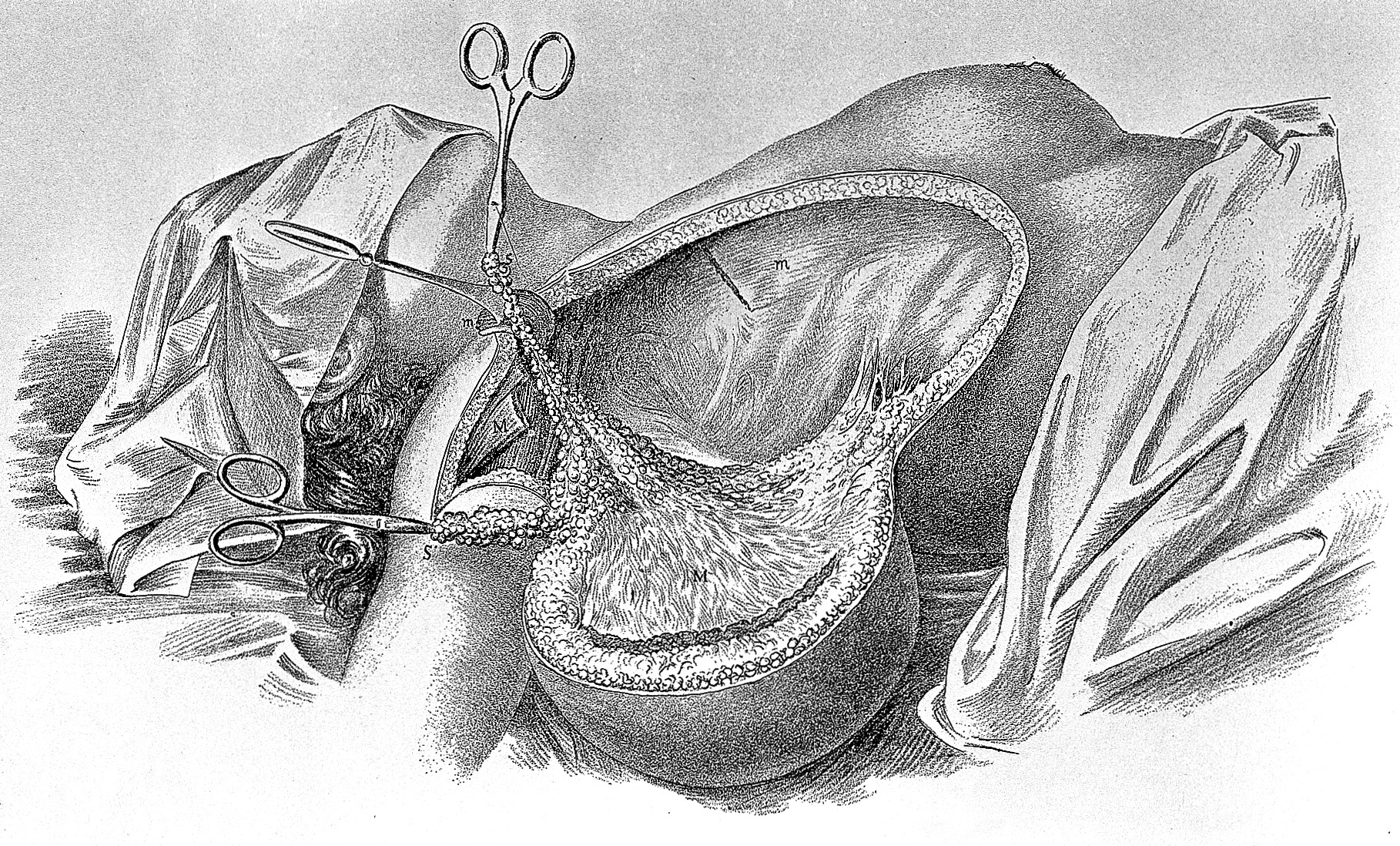
Mastectomia radical